# Уорд, Джефф (актёр)
Джефф Уорд (англ. Jeff Ward; род. 30 декабря 1986, Вашингтон, США) — американский актер. Наиболее известен по роли Дика Шоу в сериале «Агенты «Щ.И.Т.» (2017—2020) и Клоуна Багги в сериале «Большой Куш» (2023). Он также исполнил роль Роя Хардауэя в мини-сериале от Netflix «Новый вишнёвый вкус» (2021) и Сета Марлоу в «Нулевой канал» (2017).

## Биография
Уорд родился в Вашингтоне, округ Колумбия, а вырос в городе Рэднор, расположенном в Пенсильвании, пригороде Филадельфии, где он начал играть в театральных постановках. У него есть младшая сестра, которая работает учительницей. Уорд учился в Школе Искусств Тиш вместе с коллегой-актером Майлзом Теллером. Уорд также является выпускником Школы актерского мастерства имени Стеллы Адлер.
Уорд стал известен после того, как получил роль Чарльза Мэнсона в фильме 2016 года «Пропавшие девушки Мэнсона». Он согласился на эту роль, поскольку считает, что «люди по своей природе имеют темную сторону».
В 2017 году он сыграл роль Сета Марлоу в получившем признание критиков антологическом сериале ужасов «Нулевой канал: Дом без конца».
Позже, в 2017 году, он получил роль Дика Шоу в пятом сезоне сериала «Агенты «Щ.И.Т.»» по киновселенной Марвел. Изначально он был выбран на роль Вёрджила, второстепенного персонажа, который умирает в первом эпизоде пятого сезона, но при прочтении сценария основного эпизода актеры сочли, что Уорд так хорошо «вжился» в роль Вёрджила, что захотели, чтобы он остался играть роль Дика, на которую пока никто не была утверждён. После прочтения сценария продюсеры связались с Уордом и предложили ему пройти прослушивание на роль Дика, по итогам которого он был утвержден на эту роль. В шестом сезоне Уорд стал главным героем сериала, а также вернулся в седьмой финальный сезон.
В ноябре 2019 года было заявлено, что Уорд исполнит одну из главных ролей в драматическом мини-сериале в жанре ужасов от Netflix «Новый вишнёвый вкус». Мини-сериал вышел на экраны 13 августа 2021 года.
В сентябре 2022 года Уорд получил роль клоуна Багги в сериале Netflix «Ван Пис», снятым по одноименной манге.

## Фильмография

### Фильмы
| Год      | Заголовок                   | Роль          | Примечания                         |
| -------- | --------------------------- | ------------- | ---------------------------------- |
| 2012 год | Вампирификация              | Питер         |                                    |
| 2012 год | Мистер Рождество            | Майло Эймс    |                                    |
| 2015 год | Игра подружки               | Бен           | короткометражный фильм; сопродюсер |
| 2016 год | Потерянные девушки Мэнсона  | Чарльз Мэнсон |                                    |
| 2017 год | Бывший парень по соседству  | Маркус        |                                    |
| 2017 год | Проводи меня к звёздам      | Макс          | короткометражный мультфильм        |
| 2018 год | Воображаемые обстоятельства | Макс          | короткометражный фильм             |
| 2019 год | Плюс один                   | Тревор        |                                    |
|          | Потомок                     | Адам          | постпродакшн                       |

### Сериалы
| Год          | Заголовок                             | Роль              | Примечания                                                         |
| ------------ | ------------------------------------- | ----------------- | ------------------------------------------------------------------ |
| 2005 год     | Закон и порядок: Преступное намерение | Дарвин Мондейл    | эпизод: «В предрассветные часы: Часть 1»                           |
| 2011 год     | Следствие по телу                     | Патрик Спрэдлин   | 2 серии                                                            |
| 2011 год     | Божественный                          | Джаред            |                                                                    |
| 2012 год     | Красота внутри                        | Красавчик Алекс   | 2 серии                                                            |
| 2012 год     | Красивые люди                         | Пол               |                                                                    |
| 2013 год     | Проект Реальность                     | Неизвестный       | Мини-сериал                                                        |
| 2014 год     | В следующий раз у Лонни               | Джайлз            | эпизод: «Лонни разоряется»                                         |
| 2014 год     | Открытый сезон                        | Джона             | Эпизод: «Ночь на прогулке»                                         |
| 2015         | Менталист                             | Мэтью Стоппард    | эпизод: «Белки его глаз» (сезон 7, эпизод 8)                       |
| 2016         | Роузвуд                               | Уайатт Монтгомери | эпизод: «Гидроцефалия и сильные удары»                             |
| 2016         | Это то, что она сказала               | Неизвестный       | мини-сериал                                                        |
| 2017         | 555                                   | актёр             | эпизод: «Актерское мастерство»                                     |
| 2017         | Нулевой канал: Дом без конца          | Сет Марлоу        | главная роль; 6 серий                                              |
| 2019         | 4лен                                  | Рик               | 2 сезон 14 серия                                                   |
| 2017-2020    | Агенты «Щ.И.Т.»                       | Дик Шоу           | второстепенная роль (5 сезон); главная роль (6-7 сезоны), 40 серий |
| 2020         | Торт                                  | камео             | эпизод: «Прослушивания: Парень накануне»                           |
| 2021         | Хитрости                              | Джордж            | 1 сезон, 5 серия                                                   |
| 2021         | Новый вишнёвый вкус                   | Рой Хардуэй       | Главная роль                                                       |
| 2023 — н. в. | Ван Пис                               | Клоун Багги       | Основной состав — 6 серий: 1-3, 6-8.                               |